# Palais de justice d'Agen
Le palais de justice est  un palais de justice situé place Armand-Fallières, avenue de Lattre-de-Tassigny, à Agen en Lot-et-Garonne.

## Historique
Jusqu'au Second Empire, le palais de justice d'Agen se trouvait dans le bâtiment de l'ancien présidial, actuel hôtel de ville d'Agen.
En 1853, le conseil général décide de la construction d'un nouveau palais de justice proche de la prison. Les travaux sont confiés à Juste Lisch, ancien élève de Léon Vaudoyer et d'Henri Labrouste. 
La première pierre est posée en 1862 par le ministre de l'intérieur Victor de Persigny. Les travaux sont terminés en 1869.
L'édifice a été inscrit au titre des monuments historiques le 2 mars 1979. L'arrêté d'inscription du 13 juillet 2023 se substitue à l'arrêté précédent. Puis l'arrêté d'inscription du 14 août 2024 retire l'arrêté d'inscription du 13 juillet 2023. 

## Description
Pour montrer la grandeur de la justice, Juste Lisch a choisi de construire un bâtiment sévère inspiré par l'architecture grecque avec une façade de 63 m de longueur auquel on accède par un escalier imposant donnant accès à un portique central avec colonnes de style corinthien. De part et d'autre d'un palier coupant l'escalier, deux statues représentent la Loi et le Droit. La cour d'honneur est encadrée par deux ailes en retour et fermée par une grille en fer forgé.
Au centre se trouve la salle des pas perdus de style Napoléon III. Elle donne accès aux quatre chambres d'audience. Des pilastres encadrent des lampadaires à colonnes et des cariatides qui supportent un plafond à caissons. 
La cour d'assises a conservé son décor peint d'étoiles, spirales, grecques dans le style néo-pompéien. Elle se termine en abside. 